# ليريا (أنمي)
ليريا (باليابانية:  イ・リ・ア ゼイラム ジ アニメーション، بالروماجي:  I.R.I.A. Zeiramu Ji Animēshon) (بالإنجليزية: Iria: Zeiram the Animation)‏ هو مسلسل انمي ياباني تلفزيوني من إنتاج إستوديو برودكشن ريد. يتكون من 6 حلقات عرض في 23 يونيو عام 1994 وانتهى عرضه في 21 نوفمبر عام 1994. قام مركز الزهرة بدبلجته إلى اللغة العربية وعرض على قناة سبيس باور.في الدبلجة غيروا اسم البطلة من إيريا إلى ليريا.

## القصة
إيريا فتاة تعمل متدربة عند أخيها الأكبر غلين، الذي يعمل صياد مكافآت مخضرم مع شريكه بوبو. تصل رسالة إلى غلين تقول إن سفينة فضائية تسمى كارما تعرضت لهجوم من مخلوق يسمى زيرام، وهو وحش غير قابل للتدمير تسلل إلى السفينة عن طريق غرفة لشحن البضائع. يصل كل من غلين وبوبو وإيريا إلى السفينة ويحاولون إنقاذ الركاب. غلين يقاتل زيرام ويحاول إبعاده عن الركاب. إيريا وبوبو يقومان بإخلاء الركاب وإرشادهم إلى مركبة النجاة. بينما كان غلين يقاتل زيرام ينفصل رأسه، ويطير نحو الركاب يتصدى له بوبو فيعضه في بطنه ويسبب له جراحا بليغة. يصعد الركاب مركبة النجاة ويغادرون السفينة ويطلب غلين من إيريا مغادرة السفينة أيضاً. تغادر إيريا السفينة فيضع غلين قنبلة موقوتة في السفينة بعد مغادرة إيريا، انفجرت السفينة بعد فترة قصيرة. وفي طريق العودة تكتشف إيريا أن زيرام لم يمت فتحاول قتله لتثأر لمقتل أخيها ولتخلص الناس من شره.

## الشخصيات
إيريا (باليابانية: イリア، بالروماجي: Iria)
مؤدية الصوت : أيا هيساكاوا
غلين (باليابانية: グレン، بالروماجي: Guren)
مؤدي الصوت : جوروتا كوسوغي
بوبو (باليابانية: ボブ، بالروماجي: Bobu)
مؤدي الصوت : ماسارو إكيدا
فوجيكورو (باليابانية: フジクロ، بالروماجي: Fujikuro)
مؤدي الصوت : شيغيرو تشيبا
كي (باليابانية: ケイ، بالروماجي: Kei)
مؤدية الصوت : ميكا كاناي
كوميماسا (باليابانية: コミマサ، بالروماجي: Komimasa)
مؤدية الصوت : شيكا ساكاموتو
توكا (باليابانية: トウカ، بالروماجي: Tōka)
مؤدي الصوت : يوزورو فوجيموتو
زيرام (باليابانية: ゼイラム، بالروماجي: Zeiramu)
مؤدي الصوت : واتارو تاكاغي
بوتوبايا (باليابانية: プットゥバヤ، بالروماجي: Puttubaya)
مؤدي الصوت : موغيهيتو

## الأصوات العربية
- راميا الإبراهيم - ليريا
- تيسير العاتقي - بوبو
- همسة الحايك - كاي
- لويز عبد الكريم- كومي
- زينة ظروف
- هيثم عساف
- سامر رضوان- غرين
- محمد مصطفى - فوجي
- رأفت بازو- توكا

## وصلات خارجية
- ليريا على موقع IMDb (الإنجليزية)
- ليريا على موقع روتن توميتوز (الإنجليزية)
- ليريا على موقع قاعدة بيانات الفيلم (الإنجليزية)
- ليريا على موقع ليتربوكسد (الإنجليزية)
- ليريا على موقع قاعدة بيانات الفيلم (الإنجليزية)
- ليريا على موقع ANN anime (الإنجليزية)
- The Hunter: Iria the Computer Animation (إريا vs لارا كروفت) 2001 PEI / 21st Century Anime